# Söderholmsskolan

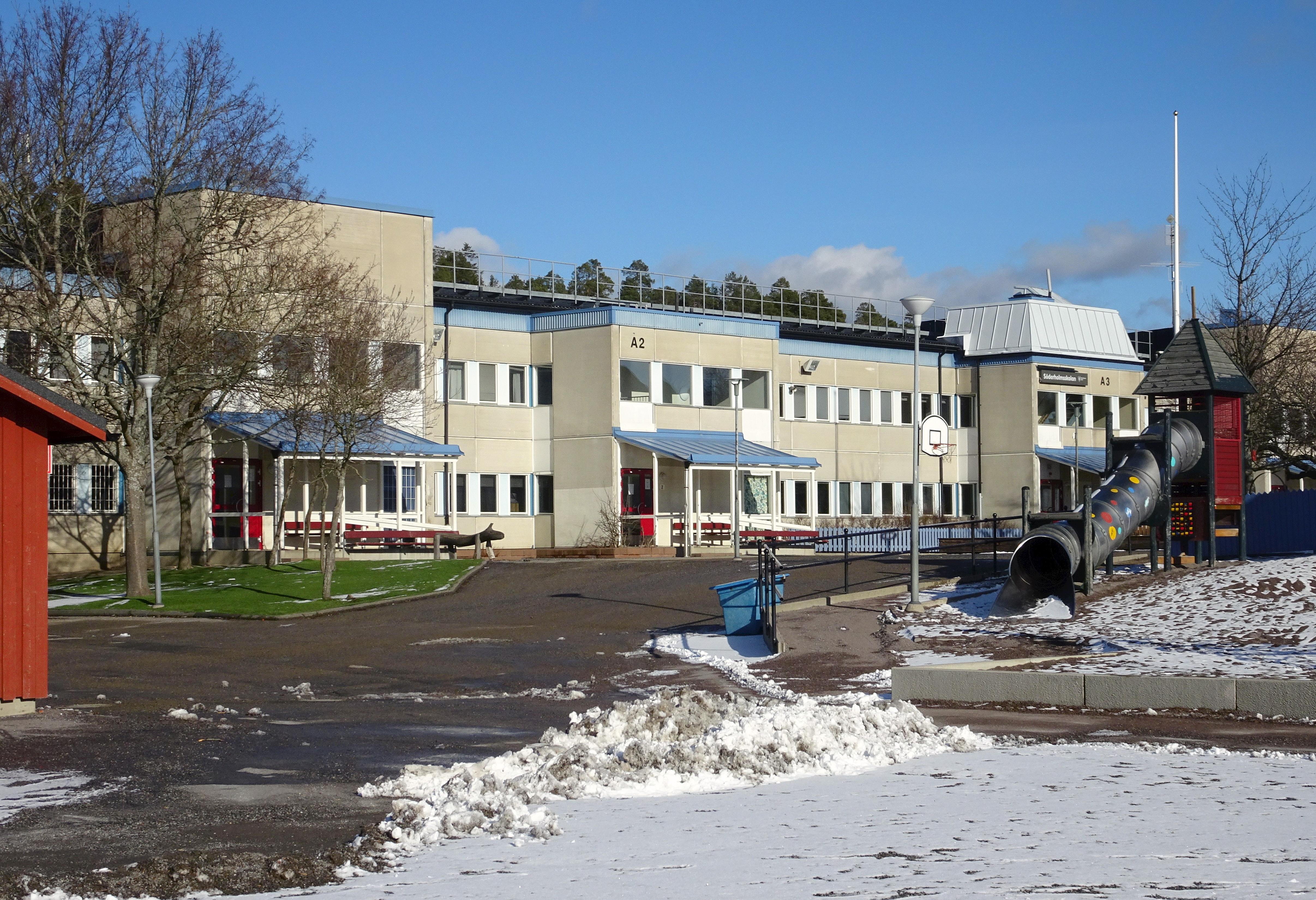
Söderholmsskolans huvudbyggnad (hus A) från sydväst, i februari 2020.

Söderholmsskolan är en kommunal F–6 grundskola vid Vårbergsvägen 202 i förorten Vårberg i södra Stockholm. Skolbyggnaden uppfördes 1968–1972 efter ritningar av Hidemark & Danielsson arkitektkontor. För närvarande (2020) pågår arbeten med en detaljplan som möjliggör om- och nybyggnad för en F–9 skola (förskola och årskurs 1–9) med upp till 900 elever.

## Byggnad

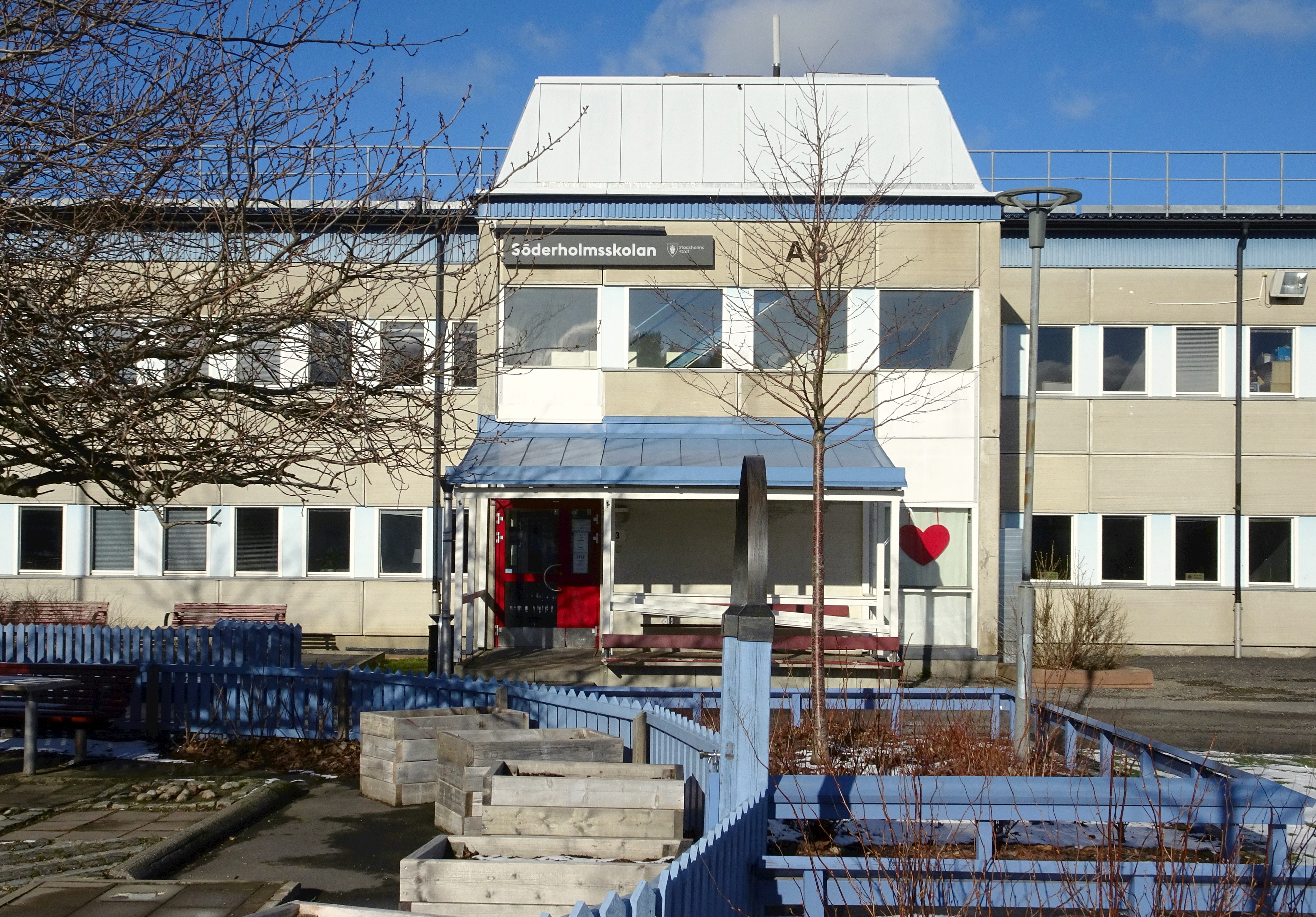
Hus A, huvudbyggnad.

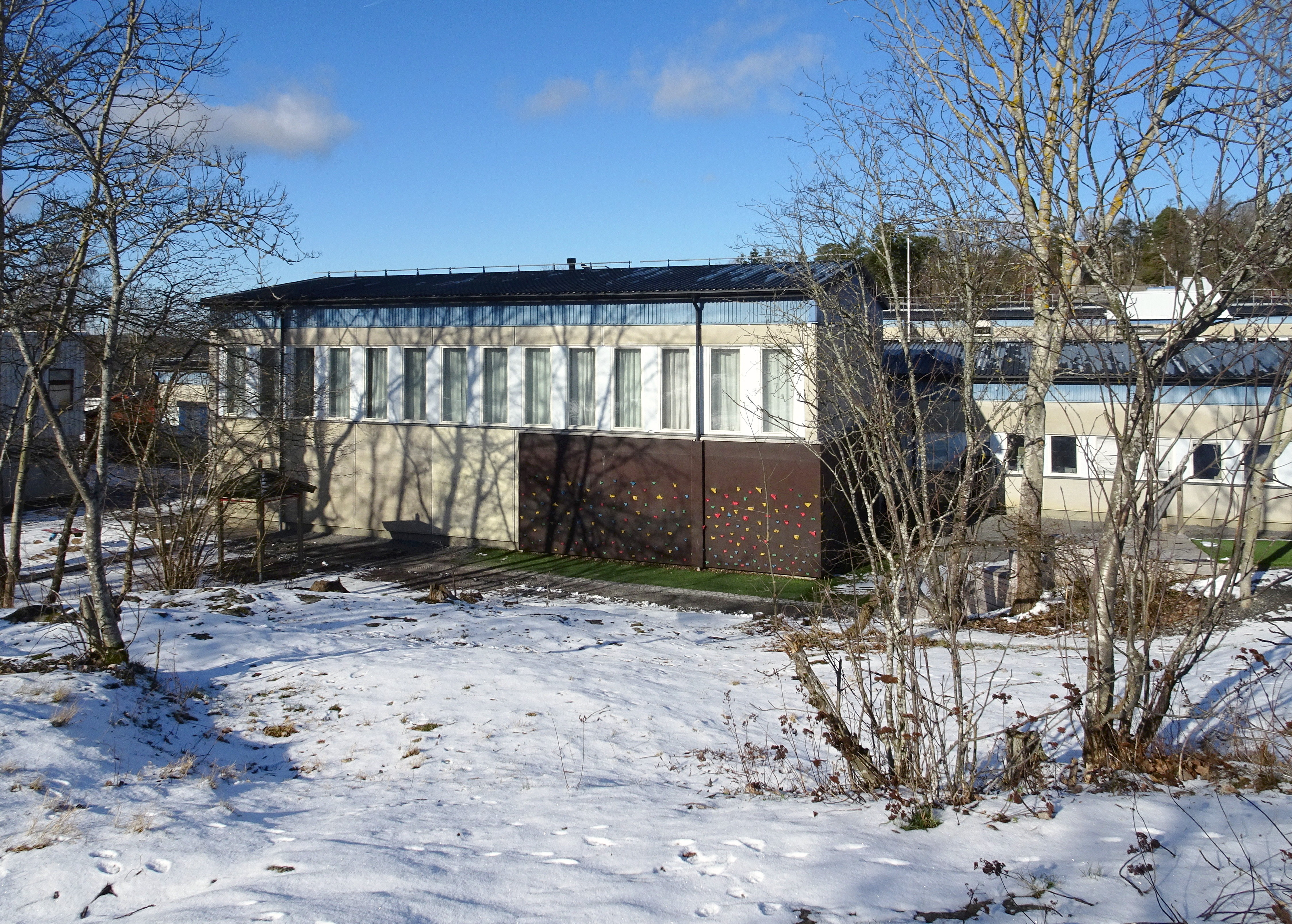
Hus B, gymnastikbyggnad.

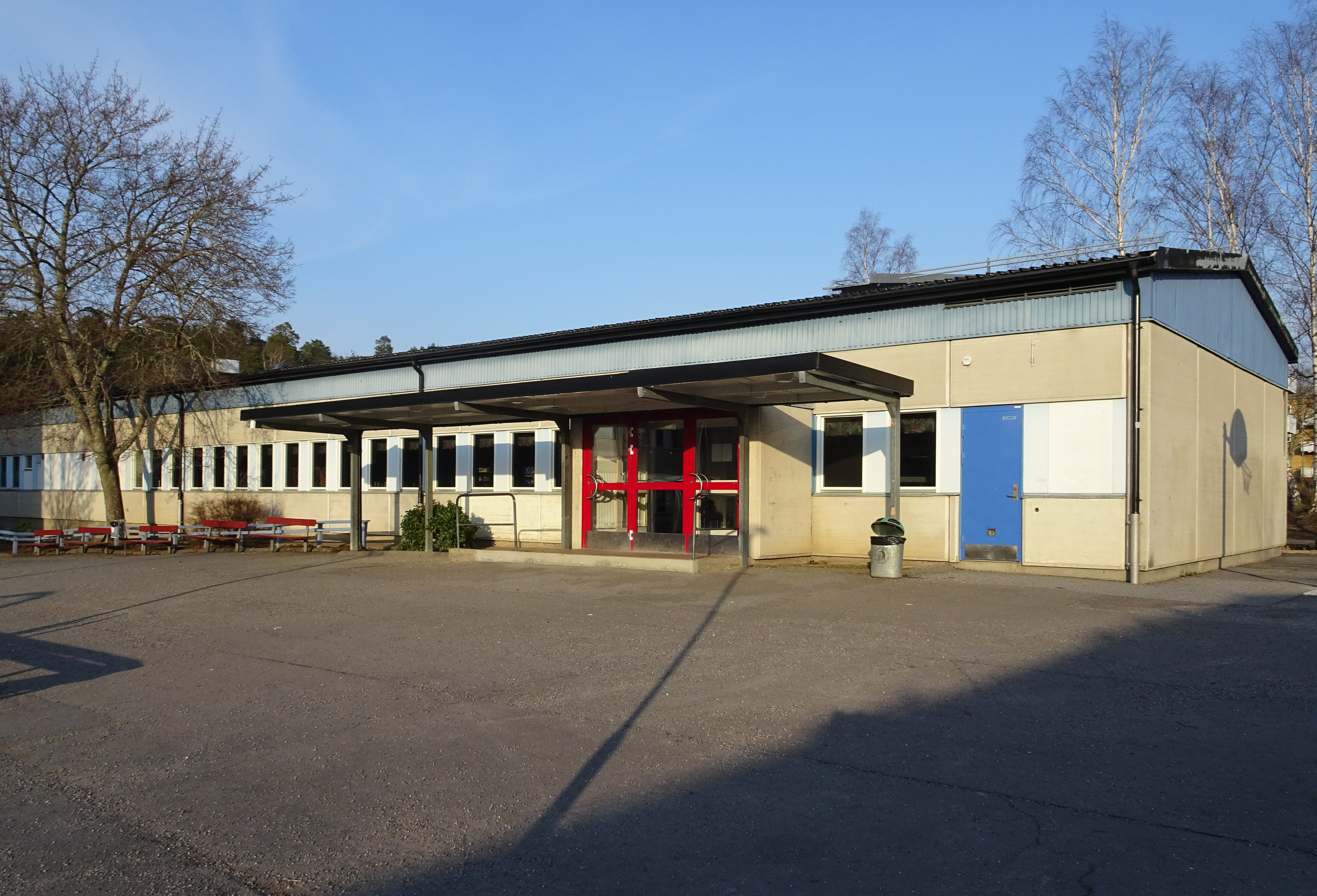
Hus C, matsalsbyggnad.

Söderholmsskolan består idag av fem byggnader varav två paviljonger är av nyare datum. Bebyggelsen ligger cirka 570 meter rakt väster om Vårberg centrum. Öster om skolan sträcker sig Vårbergsvägen som via Söderholmsstigen, en trafikseparerad gång- och cykelväg, leder till Vårberg centrum. I väster ligger Johannesdals bollplan och därefter tar ett grönområde vid som sluttar ner till Mälaren och det där belägna Johannesdalsbadet.
De ursprungliga skolbyggnaderna invigdes 1971 och bestod av huvudbyggnad, matsal och gymnastiksal/slöjd som anordnades i hästskoform kring skolgården. Söderholmsskolans byggherre var Stockholms skoldirektion som anlitade arkitektkontoret Hidemark & Danielsson (Bengt Hidemark och  Gösta Danielson) att gestalta byggnaden tillsammans med Järvagruppen skolprojektering AB. Byggmästare var Konsortiet 12 skolor som uppförde en typ av standardiserade skolbyggnader i södra delen av Järvafältet samt i Sköndal, Hässelby och Farsta.
Gällande Söderholmsskolan ritade arkitekterna de tre ursprungliga byggnader i samma formspråk med fasader av borstade betongelement, blå lackerade plåtinklädnader och en horisontal betoning genom fönsterplacering och mellanliggande ljusblå målade skivor (numera vita). Huvudbyggnaden har fyra kvadratiskt utanpåliggande trapphus. Alla byggnaders entréer förlades in mot gården.

## Verksamhet
Söderholmsskolan var ursprungligen en grundskola för årskurs 1–6, idag även med förskola. Mellan 1971 och 1991 tillhörde skolan Vårbergs rektorsområde, därefter blev skolan en egen enhet. Under kort tid (vårterminen 2004 till höstterminen 2004) slogs skolan ihop med närbelägna Vårbergsskolan under det gemensamma namnet Johannesdalsskolan. Från och med höstterminen 2006 övertogs elever från Österholmsskolan i Skärholmen.
Undervisningen bygger på förskolans pedagogik med inslag av lärande lek där språkutveckling och taluppfattning står i fokus. I årskurserna 1–3 samverkar lärare och fritidspersonal. I årskurs 4–6 valde man att ha tre lärare på två klasser i varje årskurs. Skolan besöks av omkring 360 elever och har 63 medarbetare.

## Om- och utbyggnad
Det finns planer på att Söderholmsskolan byggs om- och till för att bli en F–9 skola (förskola och årskurs 1–9) med upp till 900 elever. Huvudbyggnaden (hus A) skall behållas medan övriga byggnader rivs och ersätts med nya. Byggstart beräknas preliminärt till år 2021.
Detaljplanen medger två nya byggrätter för skolanvändning och bekräftar användningen av en befintlig skolbyggnad (Hus A). En ny L-formad huvudbyggnad med tre till fem våningar och vissa delar i suterräng föreslås i vinkeln mot Vårbergsvägen och Våruddsringen. Byggnaden avses uppföras i två etapper. I den första etappen byggs delen mot Vårbergsvägen medan delen mot Våruddsringen kan uppföras först när Hus A är tömt. Hus A kommer sedan att byggas om och blir en del av vinkelbyggnaden. En ny idrottshall medges mot Söderholmsgränd i sydvästra delen av tomten.
Omdaningen är en del i ett större projekt som, enligt detaljplanen, även möjliggör bygget av cirka 300 nya bostäder väster om skolan. Planområdet ingår i Fokus Skärholmen som påbörjades år 2015 och syftar till att utveckla stadsdelsnämndsområdet Skärholmen, det vill säga stadsdelarna Skärholmen, Sätra, Bredäng och Vårberg. Satsningen vill tillföra området minst 4 000 nya bostäder och förbättrade stadskvalitéer.